# Lillian Asplund
Lillian Gertrud Asplund, más conocida cómo Lillian Asplund (Worcester, Massachusetts, 21 de octubre de 1906-Shrewsbury, Massachusetts, 6 de mayo de 2006), fue una sobreviviente del naufragio del Titanic, y también fue la última que aún podía recordar la tragedia, ya que ella tenía 5 años al momento de ocurrir el desastre.
Las últimas dos sobrevivientes; Bárbara Joyce West y Milvina Dean, eran tan sólo unos bebés de 11 y 2 meses de edad respectivamente cuándo sucedió el naufragio, por lo cual era imposible que pudieran recordar algo. 
Su familia visitó a su abuela en Suecia y para volver lo hicieron a bordo del Titanic. Iban sus padres, sus hermanos mayores Óscar (1898-1912) y Hugo (1902-1912), su mellizo Edgar (1906-1912) y su hermano pequeño, Félix (1909- 1983). En el naufragio, murieron su padre, sus hermanos mayores y su hermano mellizo, tan sólo sobrevivieron su madre, el pequeño Félix y ella.
Durante su vida, decidió evitar hablar sobre el tema, compartiendo la pena de la muerte de sus familiares con su madre. A pesar de ello, en 1989, 77 años más tarde, declaró cómo subieron en el bote número 15 a través de una ventana. Recordaba, también, a su padre y sus hermanos despedirse. Ninguno de sus hermanos fueron encontrados o, en ese caso, no fueron identificados.

## Vida posterior
Trabajó como secretaria en el área de Worcester y se retiró pronto para cuidar de su madre, la cual nunca superó la tragedia ni la muerte de gran parte de su familia. La madre murió en 1964 y Félix a los 74 años. 

## Fallecimiento
Asplund falleció en su casa, a los 99 años, en 2006. Fue enterrada en el cementerio de Fe en Worcester, lugar donde el cuerpo de su padre fue enterrado en 1912. Tras su muerte, de las 705 personas que sobrevivieron, únicamente quedaron dos: Barbara West, que moriría en 2007 y la última, Millvina Dean, la más joven en subir al barco, que lo hizo en 2009.

## Once últimos supervivientes del Titanic
- Beatrice Irene Sandström (1910-1995), con 85 años.
- Eva Miriam Hart (1905-1996), con 91 años.
- Edith Eileen Haisman (1896-1997), con 101 años.
- Louise Laroche (1910-1998), con 88 años.
- Eleanor Ileen Shuman  (1910-1998), con 88 años.
- Michel Marcel Navratil (1908-2001), con 93 años (último hombre superviviente).
- Winnifred Vera van Tongerloo (1904-2002), con 98 años.
- Lillian Gertrud Asplund (1906-2006), con 99 años.
- Barbara Joyce West Dainton (Barbara West) (1911-2007), con 96 años, era una de las últimas personas sobrevivientes.
- Elizabeth Gladys Dean (conocida como Millvina Dean) (1912-2009), 97 años, última pasajera sobreviviente de la tragedia (Elizabeth no recordaba nada de lo que sucedió aquella noche porque apenas tenía unas semanas de vida).